# Cantón de Neuilly-sur-Seine-Norte
El cantón de Neuilly-sur-Seine-Norte era una división administrativa francesa, que estaba situada en el departamento de Altos del Sena y la región de Isla de Francia.

## Composición
El cantón estaba formado por una fracción de la comuna que le daba su nombre:
- Neuilly-sur-Seine (fracción)

## Supresión del cantón de Neuilly-sur-Seine-Norte
En aplicación del Decreto nº 2014-256 de 26 de febrero de 2014, el cantón de Neuilly-sur-Seine-Norte fue suprimido el 22 de marzo de 2015 y su fracción de comuna pasó a formar parte del nuevo cantón de Neuilly-sur-Seine.